# Бромид вольфрама(III)
Бромид вольфрама(III) — неорганическое соединение, 
соль вольфрама и бромистоводородной кислоты с формулой WBr3,
чёрные кристаллы.

## Получение
- Бромирование бромида вольфрама(II):

{\displaystyle {\mathsf {2WBr_{2}+Br_{2}\ {\xrightarrow {}}\ 2WBr_{3}}}}

## Физические свойства
Бромид вольфрама(III) образует чёрные кристаллы, которые состоят из кластеров W6Br18.